# Chiticeni
Chiticeni es una localidad rumana de la comuna de Secuieni, en el condado de Bacău.

## Historia
Hacia comienzos del siglo XX la localidad, que ya por entonces pertenecía al condado de Bacău, formaba parte de la antigua comuna de Berbeceni y tenía contabilizada una población de 112 habitantes.
En la segunda mitad del siglo XX la localidad había pasado a formar parte de la comuna de Secuieni. En el censo de 2021 la localidad tenía una población de 177 habitantes.